# Adolph Friedrich Riedel

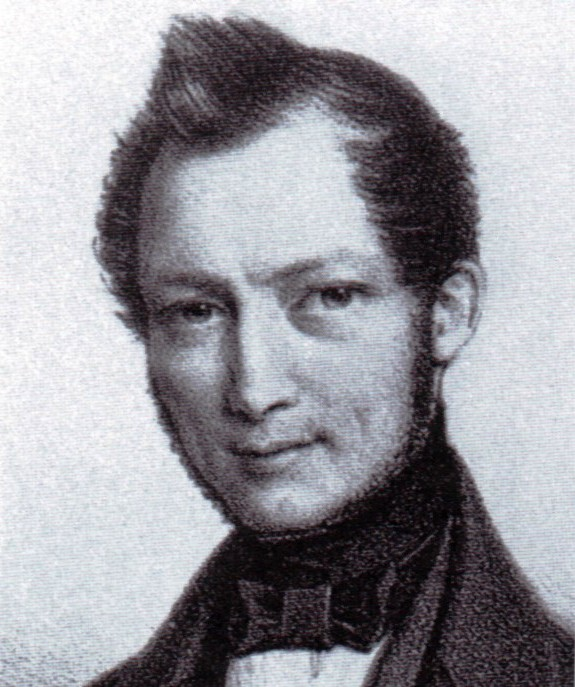
Adolph Friedrich Riedel

Adolph Friedrich Johann Riedel (* 5. Dezember 1809 in Biendorf bei Neubukow; † 8. September 1872 in Berlin) war ein deutscher Archivar, Historiker und Politiker.

## Familie
Er war der Sohn des Pastors Johann Christian Conrad Riedel und dessen Ehefrau Amalia Maria Caroline geb. Joergens. Adolph Friedrich Riedel heiratete 1834 Pauline Hoefer (1816–1889), eine Cousine der Brüder Albert Hoefer und Edmund Hoefer.
Sein Sohn Richard Riedel (1838–1916) war Gründer der Halleschen Maschinenfabrik und Eisengießerei und Bauherr der Villa Riedel in Halle (Saale). Er war u. a. auch Stadtverordneter, Präsident der Gewerbekammer der Provinz Sachsen wie auch Vorsitzender des Aufsichtsrats des 1866 gegründeten Bankhauses Hallescher Bankverein von Kulisch, Kaempf & Co. KGaA. Riedel trug den Ehrentitel Geheimer Kommerzienrat.
Seine Tochter Emma Clara Helene (1845–1925) war eine begnadete Pianistin und Schülerin von Franz Liszt. Sie heiratete den 21 Jahre älteren hochdekorierten preußischen Offizier Otto von Görschen (1824–1875), aus deren Ehe drei Enkelkinder stammen. Nach dem frühen Tode ihres Mannes heiratete sie den 15 Jahre älteren Eduard Tempeltey (1832–1919), den sie 6 Jahre überlebte.

## Ausbildung und beruflicher Werdegang
Nach Hausunterricht besuchte Riedel das Gymnasium Fridericianum in Schwerin. Anschließend studierte er evangelische Theologie und Philologie in Berlin und promovierte 1831 zum Dr. phil. Bereits ein Jahr später wurde er habilitiert und arbeitete als Privatdozent an der Berliner Universität. Als Dank für eine Preisaufgabe zum Geburtstag des Königs erhielt er 1833 von Friedrich Wilhelm III. das Indigenat und damit die Möglichkeit, in den preußischen Staatsdienst aufgenommen zu werden. Ab 1833 arbeitete Riedel als Archivar im später so genannten Geheimen Ministerialarchiv, das erst 1874 mit dem Geheimen Staatsarchiv vereinigt wurde. Bereits ein Jahr nach Beginn seiner Tätigkeit war er Vorstand des Ministerialarchivs. Im Jahr 1836 wurde er zum Hofrat und 1842 zum Geheimen Archivrat ernannt. Zugleich wurde er als außerordentlicher Professor für Staatswissenschaften an die Universität Berlin berufen. Von 1862 bis 1865 war er Besitzer des Rittergutes Britz. Ab 1868 lebte er auf seinen Gütern in Hohenschönhausen und Bürknersfelde. Er betrieb in seinen Gärten landwirtschaftliche Studien, insbesondere Obstbaumzucht.

## Wissenschaftliche Tätigkeit und Veröffentlichungen
Im Jahr 1837 gehörte Riedel zu den Mitbegründern des Vereins für Geschichte der Mark Brandenburg. Er wurde Generalsekretär des Vereins und war bis 1862 verantwortlich für die Märkischen Forschungen. Im Jahr 1851 wurde er Mitglied der Preußischen Akademie der Wissenschaften. Ab 1868 war er offizieller Historiograph der Brandenburger Geschichte.
Riedel veröffentlichte zahlreiche historische Schriften vor allem zur Geschichte Brandenburgs, aber auch Arbeiten zur Volkswirtschaftslehre. Dazu zählen u. a.: Die Mark Brandenburg im Jahr 1250 (1831–1832), Nationalökonomie oder Volkswirtschaftslehre (1837–1840), Geschichte des preußischen Königshauses (2. Teile 1861, teilw. erst posthum veröffentlicht). Er war Herausgeber des Codex diplomaticus Brandenburgensis (1838–1869).

## Tätigkeit im Eisenbahnwesen und Industrie
Über seine wissenschaftliche Tätigkeit hinaus betätigte sich Riedel auch in der Wirtschaft. So war er 1843 bis 1849 Direktoriumsmitglied der Niederschlesisch-Märkischen Eisenbahn. Dort wurde er 1843 erst nebenamtlicher stellvertretender Direktor und 1844 Direktor. Außerdem war er ab 1845 Mitglied des Verwaltungsrats der Berlin-Anhalter Eisenbahn sowie zwischen 1850 und 1870 Mitglied im Direktorium des Vereins für die Rübenzuckerindustrie.

## Politische Mandate
Im Jahr 1848 war er Mitglied der preußischen Nationalversammlung für den Wahlkreis Niederbarnim und 1850 Mitglied des Erfurter Unionsparlaments. Zwischen 1849 und 1855 sowie von 1859 bis 1861 saß er für verschiedene Wahlkreise im preußischen Abgeordnetenhaus. Er gehörte dabei zunächst der rechten Fraktion (Graf von Arnim-Boitzenburg, Ernst von Bodelschwingh) und später der linken Fraktion (Karl Friedrich von Vincke) an.

## Schriften (Auswahl)
- als Herausgeber: Codex diplomaticus Brandenburgensis: Sammlung der Urkunden, Chroniken und sonstigen Quellenschriften für die Geschichte der Mark Brandenburg und ihrer Regenten. 40 Bände, Berlin 1838–1868. (Digitalisate BSB)
- Nationalöconomie oder Volkswirthschaft. 3 Bände. Berlin 1838–1842 (online: Bd. 1, Bd. 2, Bd. 3. Online).
- Die Domainen und Forsten, Gruben, Hütten und Salinen des preuszischen Staates. Berlin, 1849.
- Graf Rudolph von Habsburg u. Burggraf Friedrich von Nürnberg in ihren Beziehungen zu einander Berlin, 1853 Online
- Geschichte des preussischen Königshauses. Teil 1 und 2. Bd. 1. Berlin, 1861.
- Der Brandenburgisch-Preussische Staatshaushalt in den beiden letzten Jahrhunderten. Ernst und Korn, Berlin 1866 (Online).
- Geschichte des schloßgesessenen adligen Geschlechtes von Bismarck. Berlin, 1867.